# 해나 홀먼
해나 홀먼(Hannah Holman, 1991년 3월 12일 ~ )은 미국의 모델이다.